# Miloševići (gmina Plužine)
Miloševići (cyr. Милошевићи) – wieś w Czarnogórze, w gminie Plužine. W 2011 roku liczyła 68 mieszkańców.